# Глобальный стратотип

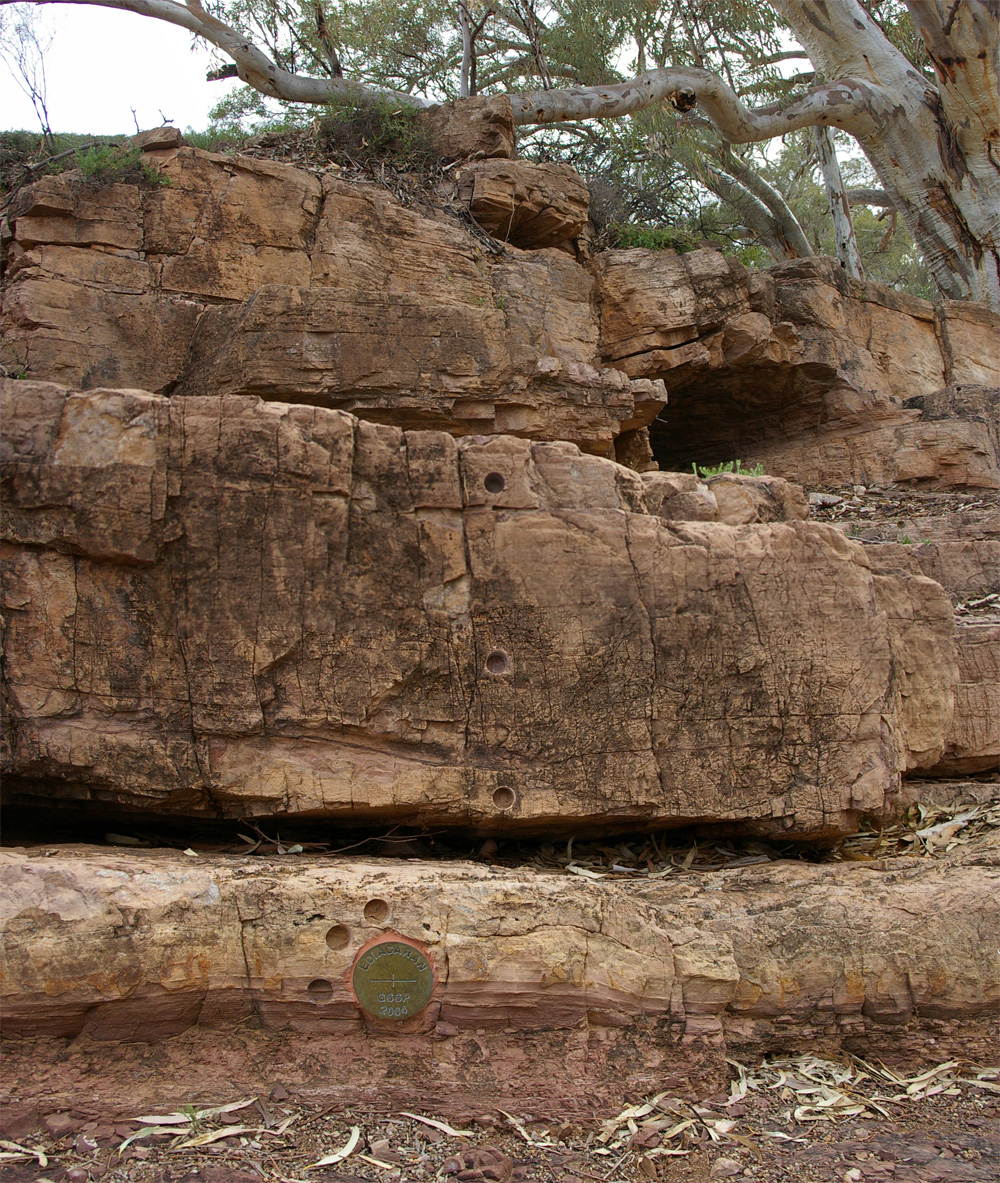
«Золотой гвоздь» (бронзовый диск в нижней части изображения) или «типовой разрез» глобального пограничного стратотипического разреза и точки (GSSP) для основания эдиакарского периода (эдиакария), Южная Австралия

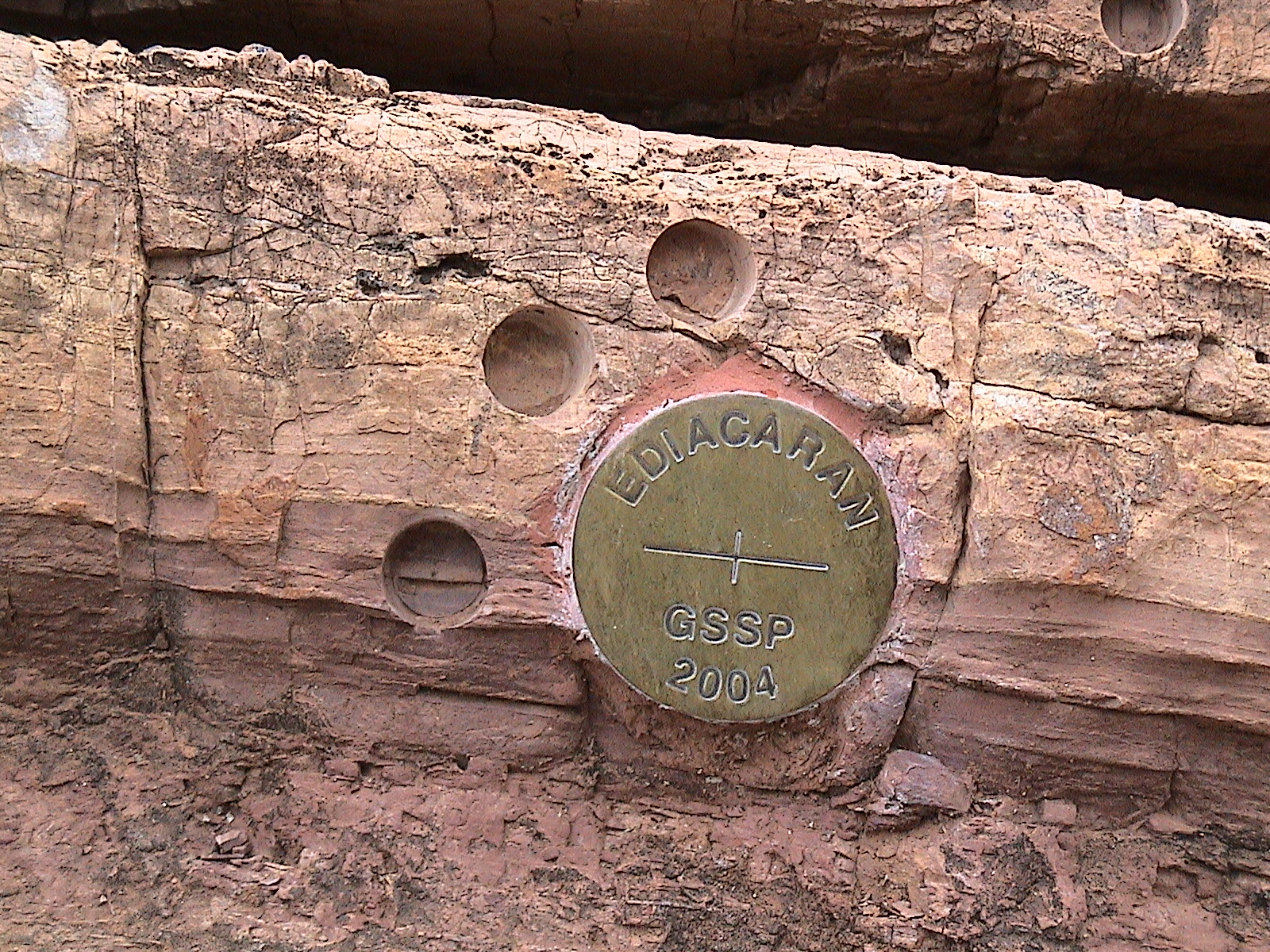
«Золотой гвоздь» на эдиакарском GSSP

Глобальный стратотип (англ. GSSP — Global Stratotype Section and Point — глобальный стратотипический разрез и точка), или «золотой гвоздь» — согласованная на международном уровне опорная точка на стратиграфическом разрезе, по которой определяется нижняя граница яруса на геохронологической шкале. Работа по определению GSSP проводится Международной комиссией по стратиграфии (ICS), входящей в состав Международного союза геологических наук. Многие, но не все глобальные стратотипы основаны на палеонтологических изменениях. По этой причине GSSP обычно описываются с опорой на переходы между различными фаунистическими этапами, хотя самих фаунистических этапов описано гораздо больше, чем глобальных стратотипов. Работа по определению GSSP началась в 1977 году. По состоянию на 2024 год 79 из 101 ярусов, для которых требуются глобальные стратотипы, имеют ратифицированный GSSP.

## Правила
Геологический разрез должен соответствовать ряду критериев для того, чтобы ICS признала его глобальным стратотипом. Список критериев:
- GSSP должен определять нижнюю границу геологического яруса.
- Нижняя граница должна быть определена с помощью первичного маркера (обычно это данные о первом появлении ископаемого вида).
  - Также должны быть вторичные маркеры (другие окаменелости, химические, геомагнитные инверсии).
  - Горизонт, в котором появляется маркер, должен содержать минералы, которые могут быть радиометрически датированы;
  - У маркера должны быть региональная и глобальная корреляция в обнажениях одного возраста;
  - Маркер должен быть независим от фаций;
- У обнажения должна быть достаточная толщина.
- Осадконакопление должно быть непрерывным, без каких-либо изменений в фациях.
- Обнажение не должно быть затронуто тектоническими и осадочными движениями, метаморфизмом.
- Обнажение должно быть доступно для исследования и находиться в свободном доступе.
  - Это означает, что обнажение должно быть расположено там, где до него можно быстро добраться (международный аэропорт и хорошие дороги), должно содержаться в хорошем состоянии (в идеале в национальном заповеднике), в доступной местности, достаточно обширной, чтобы можно было взять повторный отбор проб, и открытой для исследователей всех национальностей.

## Согласованный глобальный стратотип
После того, как граница GSSP согласована, в геологический разрез вбивается «золотой гвоздь», чтобы обозначить точную границу для будущих геологов (хотя на практике «гвоздь» не обязательно должен быть золотым или фактическим гвоздём). Первая стратиграфическая граница была установлена в 1972 году — граница силура и девона, обозначенная с помощью бронзовой пластинки в местности под названием Клонк, к северо-востоку от деревни Сухомасты в Чехии.

### Глобальный стратотип Фортун-Хед
Типичным GSSP является граница докембрийско-кембрийская граница в Фортун-Хед («голова Фортуны»), остров Ньюфаундленд. До него можно добраться по асфальтированной дороге, и он является природным заповедником. Непрерывный разрез простирается от явно докембрийских до явно кембрийских слоёв. Граница между ними установлена при первом появлении комплексного ихновида Treptichnus pedum, который встречается по всему миру. GSSP Фортун-Хед вряд ли будет смыт или застроен. Тем не менее, Treptichnus pedum далеко не идеален в качестве маркерной окаменелости, поскольку он встречается не в каждой кембрийской последовательности, и нет уверенности, что он находится на одном и том же уровне во всех обнажениях. Его ценность в качестве пограничного маркера была ослаблена после того, как этот вид обнаружили в пластах на 4 м ниже глобального стратотипа.

## Глобальный стандартный стратиграфический век
Поскольку определение GSSP зависит от нахождения хорошо сохранившихся геологических разрезов и фиксирования ключевых событий, эта задача становится более сложной по мере углубления в прошлое. До 630 миллионов лет назад границы на геологической временной шкале определялись просто по фиксированным датам, известным как «глобальные стандартные стратиграфические века» (GSSAs).
По состоянию на март 2024 года существует два «формальных» GSSA: для основы катархея (ратифицирован в октябре 2022 года) и для основания архея и эоархея (ратифицирован в середине-конце 2023 года). Они определяются на основе дат, полученных из физических образцов, которые содержат неопределённости и могут иметь связанные с ними физические стратотипы. Это отличается от неформализованных GSSA, которые являются совершенно произвольными значениями возраста без какой-либо неточности.